# Prasinocyma votiva
Prasinocyma votiva là một loài bướm đêm trong họ Geometridae.